# Frontenay
Frontenay település Franciaországban, Jura megyében. Lakosainak száma 161 fő (2022. január 1.). Frontenay Saint-Lamain, Château-Chalon, Domblans, Le Fied, Ladoye-sur-Seille, Menétru-le-Vignoble, Miéry, Passenans, Plasne és Saint-Lothain községekkel határos.

## Népesség
A település népességének változása:
| Lakosok száma | 205  | 170  | 166  | 156  | 172  | 178  | 172  | 159  | 159  | 161  |
|               | 1968 | 1982 | 1990 | 2006 | 2013 | 2015 | 2017 | 2019 | 2020 | 2022 |